# Gainare Tottori
Gainare Tottori (Japans: ガイナーレ鳥取, Gaināre Tottori) is een Japanse voetbalclub uit Yonago in de  prefectuur Tottori.
De club werd in 1983 opgericht als  Tottori Teachers' Soccer Club (鳥取教員団サッカー部, Tottori Kyōin Dan Sakkā Bu) en ging in 1989 competitie spelen. Sinds 2001 speelde de club in de amateur Japan Football League (JFL) waarin het in 2010 kampioen werd. De aanvraag om lid te worden van de J-League werd daarna goedgekeurd en onder de huidige naam debuteerde de club in 2011 in de J-League 2.
· Blaublitz Akita
· Fagiano Okayama
· Fujieda MYFC
· Iwaki FC
· JEF United Chiba
· Júbilo Iwata
· Machida Zelvia
· Mito HollyHock
· Montedio Yamagata
· Oita Trinita
· RB Omiya Ardija
· Renofa Yamaguchi
· Roasso Kumamoto 
· Shimizu S-Pulse
· Thespakusatsu Gunma
· Tochigi SC
· Tokushima Vortis
· Tokyo Verdy
· V-Varen Nagasaki
· Vegalta Sendai
· Ventforet Kofu
· Zweigen Kanazawa